# Mörigen
Mörigen, est une commune suisse du canton de Berne située dans l'arrondissement administratif de Bienne.

## Transport
- Sur la ligne Bienne–Täuffelen–Anet, appartenant à l’entreprise de transport Aare Seeland mobil (ASm).